# Katarina Milovuk
Katarina Milovuk, właśc. Ekaterina Đorđević, cyr. Екатерина Ђорђевић (ur. 28 sierpnia 1844 w Nowym Sadzie, zm. 27 września 1913 w Belgradzie) – serbska pisarka, nauczycielka, działaczka feministyczna.

## Życiorys

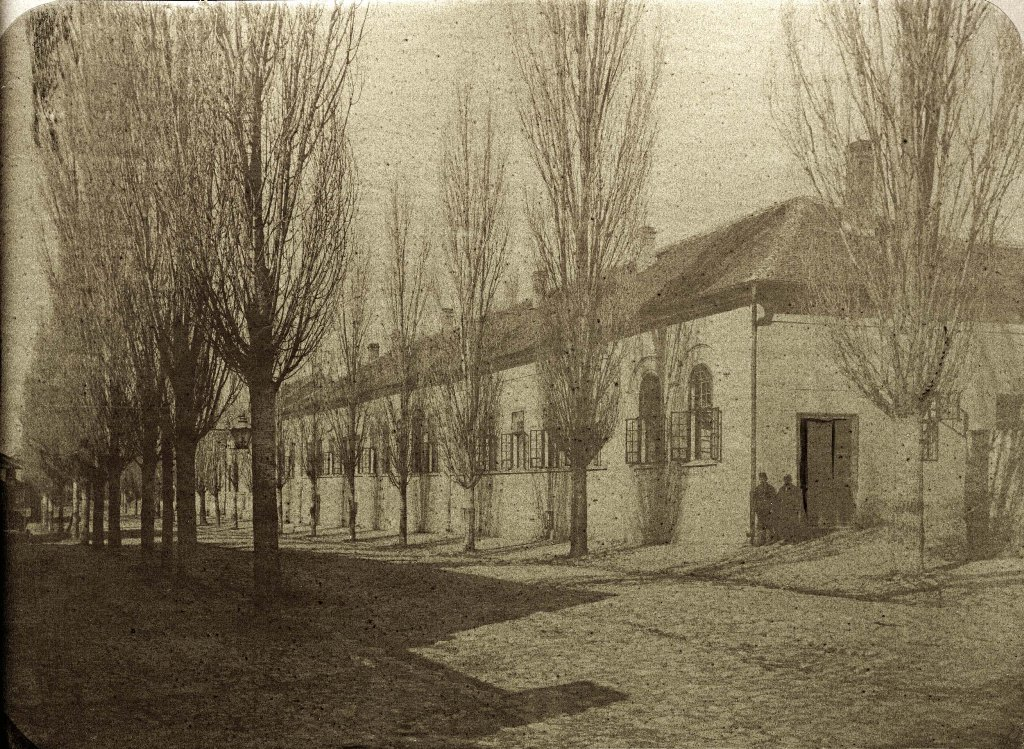
Budynek Wyższej Szkoły Kobiet w Belgradzie, zbudowany w 1860 roku i zburzony w 1930 roku

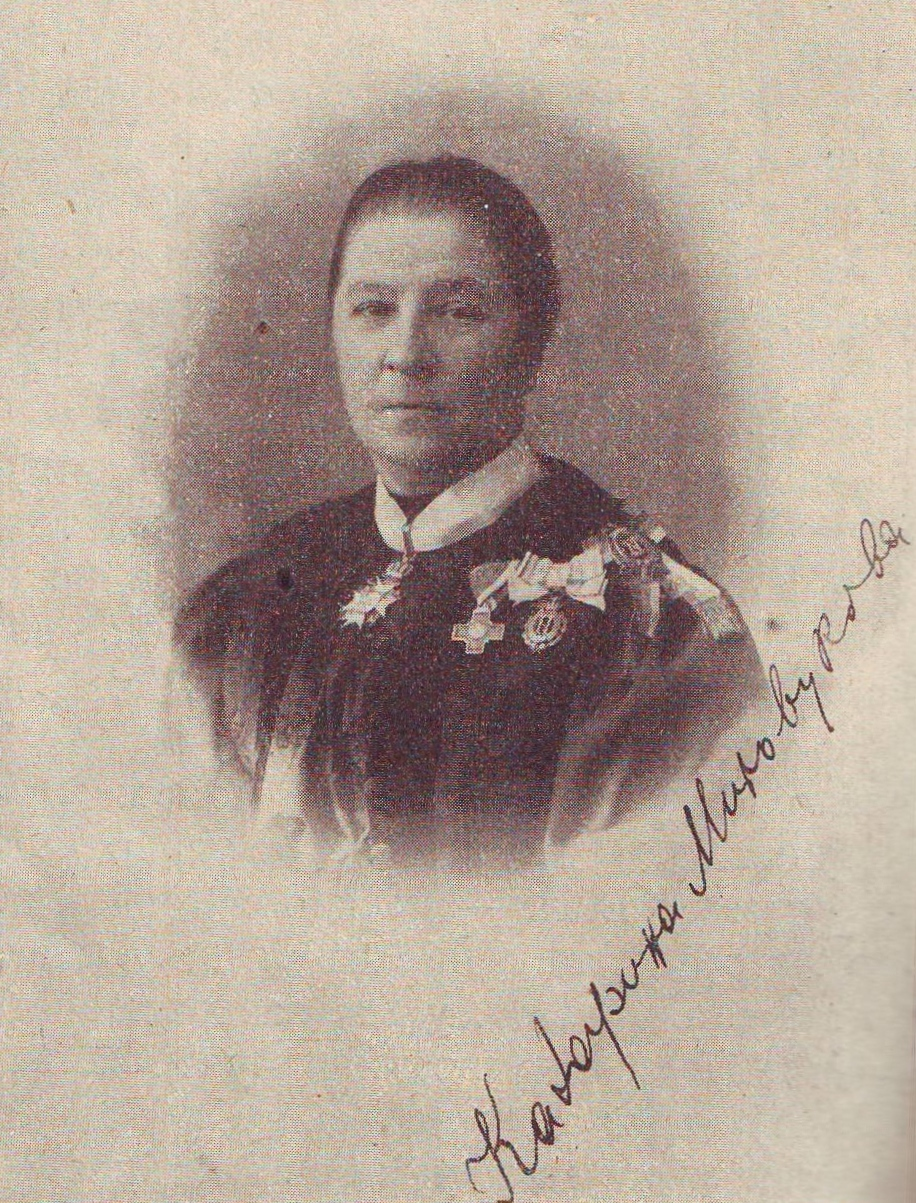
Zdjęcie Katariny Milovuk z jej podpisem

Była córką porucznika armii austriackiej Jovana i Jelisavety. Wraz z rodziną i ojcem (który porzucił służbę w armii austriackiej) przeniosła się do Belgradu. W 1861 ukończyła gimnazjum w Nikołajewsku, a następnie podjęła studia pedagogiczne w Odessie.
W 1863 za zgodą ministra oświaty Ljubomira Nenadovicia Katarina otworzyła szkołę dla kobiet w Belgradzie, której została pierwszą dyrektorką i nauczycielką języka francuskiego. Była to pierwsza w dziejach Serbii szkoła wyższa przeznaczona dla kobiet – początkowo trzyletnia, a od 1866 czteroletnia. Funkcję dyrektorki szkoły Katarina Milovuk pełniła do 1893. W czasie wojny rosyjsko-tureckiej, a także wojny serbsko-bułgarskiej służyła w armii jako pielęgniarka. W latach 1904–1907 organizowała serbską szkołę dla kobiet w Salonikach. Była autorką podręczników z zakresu metodyki kształcenia.

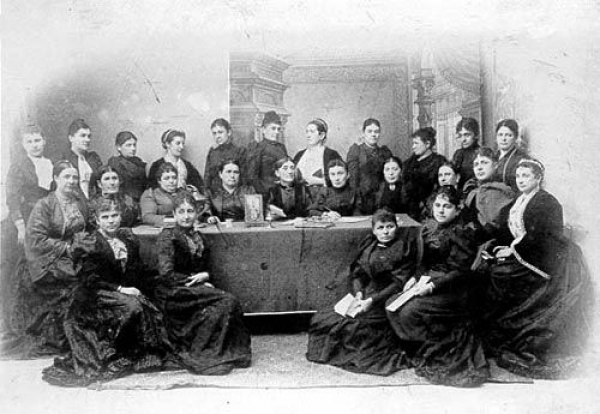
Zarząd Belgradzkiego Związku Kobiet

W 1875 należała do grona założycielek pierwszej w dziejach Serbii organizacji kobiecej – Belgradzkiego Związku Kobiet (Београдско женско друштво), który do 1903 był jedyną tego typu organizacją w państwie serbskim. Związek wydawał czasopismo Domaćica i koncentrował się na rozwoju dobroczynności – zwłaszcza pomocy ubogim kobietom i ich dzieciom, a także sierotom wojennym.
W 1877 została uhonorowana Orderem Zasługi Serbskiego Czerwonego Krzyża, a w 1905 Orderem Świętego Sawy III klasy.

## Życie prywatne
W 1865 wyszła za mąż za starszego o 19 lat historyka i dyrektora Szkoły Realnej w Belgradzie Milana Milovuka. Małżeństwo było bezdzietne.

## Publikacje
- 1866: Pedagogika
- 1866: Metodika
- 1871: Istorija sveta u kratkom pregledu, za ženskinje

## Pamięć
Imię Katariny Milovuk nosi jedna z ulic w belgradzkiej dzielnicy Zvezdara.